# Plataforma de lançamento

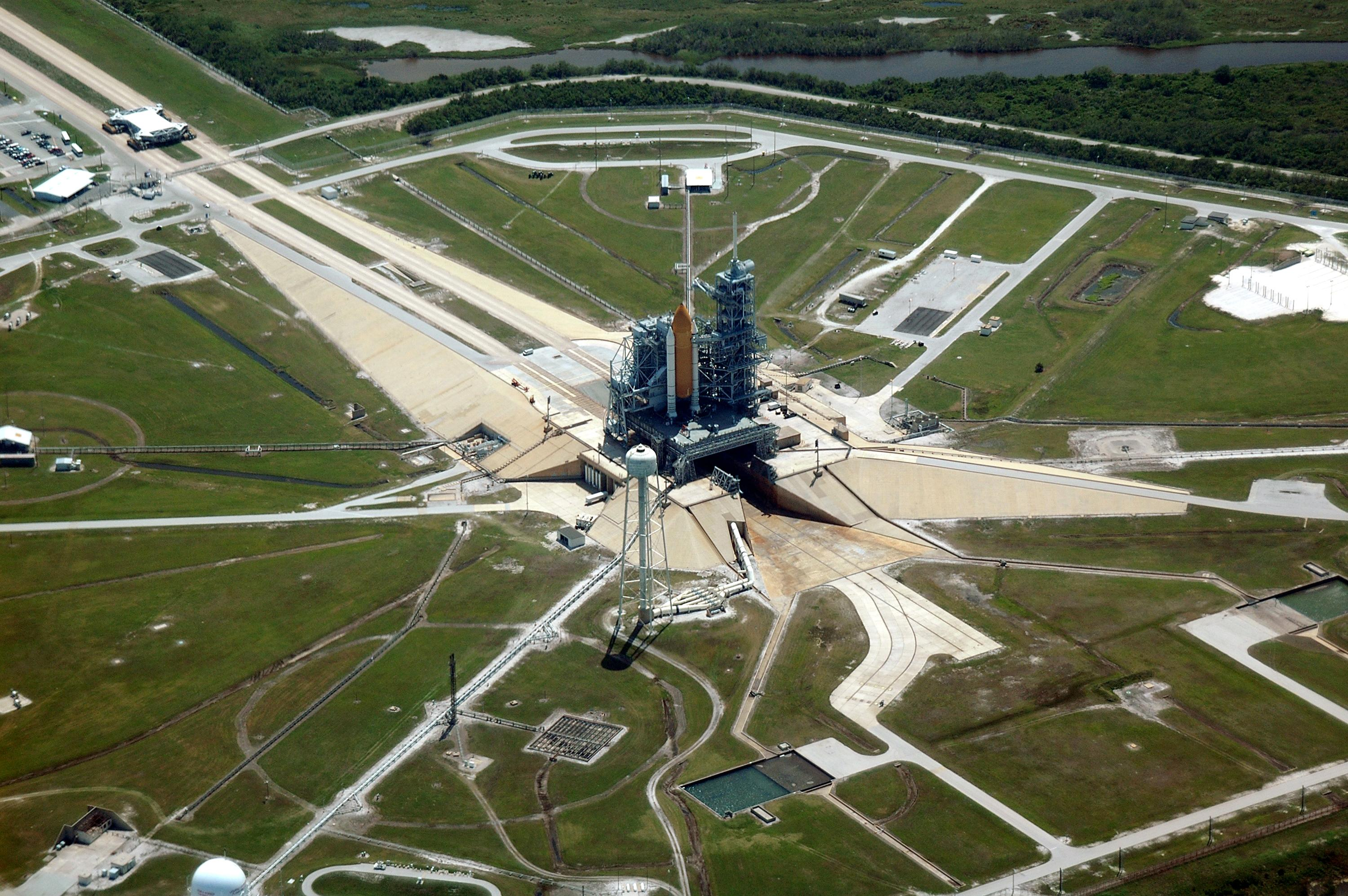
o Discovery, na plataforma de lançamento, se preparando para sua primeira missão espacial na STS-41-D, 30 de Agosto de 1984.

Plataforma de lançamento é uma área específica, geralmente dentro de um complexo espacial, a partir da qual foguetes são lançados.
Um Espaçoporto ou um Centro de lançamentos, pode conter uma ou mais plataformas de lançamento.
Uma plataforma de lançamento típica é constituída de uma torre principal, estruturas de serviço auxiliares e estruturas "umbilicais" a ser conectadas ao foguete. As estruturas de serviço permitem acesso à plataforma de modo a inspecionar o foguete antes do lançamento. A maioria das estruturas de serviço podem ser movidas ou rotacionadas para uma distância segura. As estruturas "umbilicais" são usadas para carregar combustível e recuperar dados dos instrumentos internos do foguete. O foguete fica apoiado numa base de lançamento, podendo ser esta do tipo torre ou do tipo mesa, podendo ambas possuir estruturas de deflexão para os gases sob pressão e o intenso calor gerados pelos motores do foguete no momento da partida.
A maioria dos lançamentos de foguetes a combustível líquido precisam ser interrompidos no período de contagem regressiva para o lançamento. Isso é necessário, a contagem pode ser interrompida com o surgimento de algum problema, o problema deve ser resolvido ou identificado como não essencial pelo pessoal técnico para que a contagem recomece. Por esse motivo, estruturas com elevadores também são comuns em plataformas de lançamento.
A maioria dos foguetes precisa estar preso a uma base sólida e estável por alguns segundos após a ignição enquanto os motores "esquentam" e se estabilizam com o empuxo máximo. Essa estabilização é geralmente obtida com o uso de parafusos pirotécnicos para prender o foguete à base de lançamento. Quando o foguete está estabilizado e pronto para ser liberado, os parafusos "explodem" liberando o veículo de todas as conexões com a base de lançamento.